# Povijest Oceanije
Oceanija je naziv za nekoliko grupa otoka koji se nalaze u Tihom oceanu. U ovom članku dotaknut ćemo se povijesti svih triju grupa otoka: Mikronezije, Melanezije i Polinezije.

## Povijest Mikronezije
Prvi tragovi ljudske prisutnosti na području Mikronezije zabilježeni su krajem 2. tis. pr. Kr. Otoke je 1521. otkrio portugalski pomorac Ferdinand Magellan, a Španjolska je svoju upravu uspostavila tek polovicom 17. stoljeća. Pod njezinom vlašću Mikronezija je bila do 1899., kad ju je kupila Njemačka. Potkraj Prvog svjetskog rata Mikroneziju je okupirao Japan (tada saveznik Antante). Nakon rata, Versajskim ugovorom stavljena je 1919. pod japansko skrbništvo, uz potporu Lige naroda. Tijekom Drugog svjetskog rata dolazi pod upravu SAD-a, što je potvrđeno 1947. kada je postala dio starateljskog teritorija UN-a pod američkom upravom. Samoupravu je stekla u svibnju 1979. pod nazivom Savezne Države Mikronezije, a prvi predsjednik postao je Tosiwo Nakayama. Tada je donesen i ustav koji je na snazi od siječnja 1981. Dne 3. studenog 1986. postignut je Ugovor o slobodnom udruživanju s SAD-om, a dopunjen je 2004. Punu neovisnost stekla je 22. prosinca 1990., a članstvo u Ujedinjenim narodima 17. rujna 1991. Od svibnja 2007. njezin predsjednik je Emanuel Mori.

## Povijest Melanezije
Izvorni stanovnici Melanezije vjerojatno su bili preci ljudi koji danas govore papuanskim jezikom. Smatra se da su naselili Novu Gvineju prije više desetaka tisuća godina, a Melaneziju (sve do Salomonskih Otoka prije 35.000 godina. Upravo su u Melaneziji (posebno na obali i otočićima oko Nove Gvineje), prije 4.000 godina, Austronezijci došli u kontakt s domorocima, što je rezultiralo mnogim složenim promjenama u jeziku, genetici i kulturi. Prema nekim povjesničarima, mala je grupa Melanezijaca kasnije otputovala na istok i ondje utemeljila polinezijski narod.

## Povijest Polinezije
Širenje lončarstva i domaćih životinja u Polineziji povezuje se s kulturom Lapita, koja se između 1600. i 1200. pr. Kr. počela širiti istočno od Nove Gvineje sve do Fidžija, Samoe i Tonge. Oko 300. pr. Kr. stanovnici Polinezije šire se na Cookove otoke, Tahite i Hive. Ovu činjenicu potvrdili su britanski znanstvenici Patrick Kirsh i Marshall Weisler. Oko 300. naseljavaju Uskršnji otok, oko 400. Havaje, a oko 1000. Novi Zeland.